# 이동우 (희극인)
이동우(본명: 김동우, 1970년 4월 12일 ~ )는 대한민국의 희극인이자 가수이다.

## 데뷔
1990년 연극배우 첫 데뷔하였고 이듬해 1991년 뮤지컬배우 데뷔한 그는 1993년 SBS 2기 공채 개그맨으로 정식 데뷔하였는데 배우 황정민, 오현경, 미스코리아 출신 방송인 장윤정 등과 고등학교 동기이고 그는 대학 시절, 작가 오태석 교수와 작가 이윤택 교수 등을 사사하였다. 2003년에 망막색소변성증 진단을 받았고 2010년에 시력을 완전히 잃었다.

## 출연작

### TV 프로그램
- 《기쁜 우리 토요일》 (SBS, 1994년)
- 《열려라 웃음 천국》 (SBS, 1994년)
- 《웃으며 삽시다》 (SBS, 1994년)
- 《토요일 토요일은 즐거워》 (MBC, 1994년)
- 《퀴즈탐험 신비의 세계》 (KBS2, 1995년 7월 14일)
- 《코미디 펀치 펀치》 (SBS, 1996년)
- 《이홍렬쇼》 (SBS, 1997년)
- 《가족 오락관》 (KBS2, 1996년 5월 1일, 1999년 8월 18일) / (KBS1, 2003년 9월 6일, 2006년 6월 17일)
- 《21세기 위원회》 (MBC, 2001년)
- 《풍물기행 세계를 가다》 (KBS2, 2002년)
- 《도전 1000곡》 (SBS, 2005년)
- 《우리가 바꾸는 세상》 (SBS, 2005년)
- 《한국말 쉬워요》 (EBS, 2006년)
- 《기분좋은 날》 (MBC, 2007년)
- 《절친 노트》 (SBS, 2009년)
- 《미라클》 (MBC, 2010년)
- 《휴먼다큐 사랑》 (MBC, 2010년)
- 《퀴즈쇼 사총사》 (KBS2, 2011년)
- 《힐링캠프, 기쁘지 아니한가》 (SBS, 2014년)
- 《유희열의 스케치북》 (KBS2, 2014년)
- 《만나고 싶습니다》 (EBS, 2014년)
- 《불후의 명곡: 전설을 노래하다》 (KBS2, 2015년)
- 《TV는 사랑을 싣고》 (KBS1,2019년)

### 연극
- 《오픈 유어 아이즈》 (2011년) - 장윤호 역.
- 《내마음의 슈퍼맨》 (2014년) - 김성구 역.

### 영화
- 《이웃死촌》 (2011년) - 경비 역.

### 라디오 프로그램
- 《표인봉, 이동우의 라디오가 좋아요》 (KBS 제2라디오)
- 《오늘이 축복입니다》 (cpbc FM)
- 《한낮의 가요선물》 (cpbc FM) (2016년 11월 28일 ~ 2019년 5월 31일)
- 《라디오 행복한 교육세상》 (EBS FM)

## 저서

### 수필
- 《5%의 기적》

## 음반
- 《1집 LEE DONG WOO `SMILE` TURNING TO JAZZ》 (2013년)
- 《Definition of Love》 (with Orphee Noah) (2016년)
- 《Walking - The 2nd Album》 (2016년)

### 틴틴파이브
- 《1집 틴틴파이브》 (1993년)
- 《3집 We Begin Again》 (2000년)
- 《4집 틴틴파이브 베스트앨범》 (2005년)
- 《Moving Heart (Single)》 (with 풍경) (2005년)
- 《다섯남자의 다섯번째 이야기》 (2010년)

## 수상
- 2013년 제40회 한국방송대상 시상식 라디오진행자상
- 2013년 제25회 한국PD대상 라디오진행자상
- 2012년 제31회 장애인의 날 보건복지부와 한국장애인개발원 선정 올해의 장애인상
- 2010년 제2회 대한민국 휴먼대상 희망나눔상